# واکنش درون مولکولی
در شیمی، درون مولکولی یک فرآیند یا ویژگی محدود در ساختار یک مولکول یا یک ویژگی یا پدیده محدود به وسعت یک مولکول واحد را توصیف می‌کند.

## نمونه‌ها
بسیاری از واکنش‌ها در شیمی آلی می‌توانند بین مولکولی رخ دهند. به عنوان مثال،
- تراکم دیکمان دی‌استرها نسخه درون مولکولی تراکم آلدولی است.
- سنتز مادلونگ ایندول
- بازآرایی اسمایلز
- هیدرواسیلاسیون تقریباً همیشه به صورت درون مولکولی برای تولید کتون انجام می‌شود.[۱]

RCHO + CH2=CHR' → RC(O)CH2CH2R'
- واکنش حلقه‌ای شدن نظروف برای سنتز سیکلوپنتنون‌ها

- واکنش ورتز، که شامل جفت شدن کاهشی آلکیل هالیدها است، اساساً زمانی مفید است که به صورت درون مولکولی انجام شود:[۲]

برخی از برهمکنش‌ها به صورت درون مولکولی فعال یا تقویت می‌شوند. به عنوان مثال، تراکم آسیلوئین دی استرها تقریباً به طور منحصربه‌فرد کربوسیکل‌های ۱۰ عضوی تولید می‌کند که ساختن آنها در غیر این صورت دشوار است. مثال دیگر افزایش سیکلو ۲+۲ نوربورنادین برای تولید کوادریسیکلان است.